# 水平対向8気筒

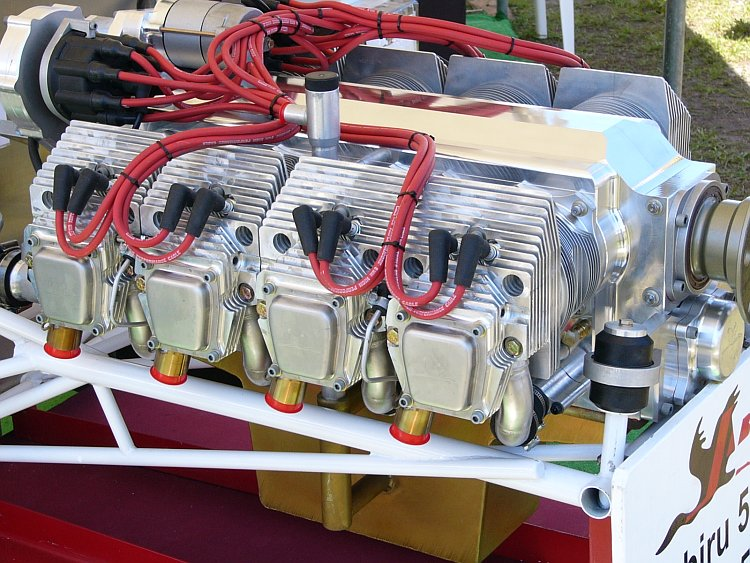
Jabiru 5100空冷4ストローク水平対向8気筒エンジン

水平対向8気筒（すいへいたいこうはちきとう）はレシプロエンジン等のシリンダー配列形式の一つで、8個のシリンダーが4個ずつ水平に対向して配置されている形式である。当記事では専らピストン式内燃機関のそれについて述べる。
海外では180°V型エンジンも含めてフラット8(Flat-Eight)とも呼ばれ、F8と略されることもある。また、狭義の水平対向8気筒はボクサー8(Boxer-8)と呼ばれ、B8と略される場合もある。

## 概要
同様のシリンダー配置でも、クランクシャフトの位相により2種類に分類される。狭義の水平対向エンジンは対向シリンダー間で180°のクランクピン位相角を持ち、2組のピストンとコンロッドの軸対称的な動作でお互いに振動を打ち消しあうものであり、ボクサーエンジンとも呼ばれる。これに対し対向シリンダー間でクランクピンを共有し、2組のピストンがほぼ一定の間隔を保ったまま動作するものは180°V型エンジンと呼ばれ、これは広義の水平対向エンジンに含まれることもあるが、対向シリンダーで振動は打ち消せない。
この形式は自動車では採用例はそれ程多くはなく、小型航空機に採用例が多い。
自動車においてこの形式で最も有名なものは1968年にデビューしたポルシェ・908で採用された2,997cc 350馬力エンジンで、最終的には908/3にて370馬力まで発展した。ポルシェはこれ以外にも水平対向8気筒を採用しており、1962年のF1世界選手権に投入されたポルシェ・718に1,981cc210馬力の空冷エンジンを搭載した718/RS61や、1494cc180馬力の753型エンジンを搭載したポルシェ・804などのレーシングカーが存在した。
その他の例としては航空機のエンジンとしての採用例が多い。コンチネンタルとライカミングが開発したIO-720シリーズエンジンは1960年代から現在まで販売され続けているロングセラーエンジンであり、このエンジンとオーストラリアのen:Jabiru Aircraftが販売する5.1Lのen:Jabiru 5100エンジンが航空機用水平対向8気筒の代表格である。